# فستوكة منقبضة
الفستوكة المنقبضة نوع نباتي يتبع جنس الفستوكة من الفصيلة النجيلية.
ينتشر النبات في المناطق المحيطة بالمحيط المتجمد الجنوبي مثل أستراليا وباتاغونيا وجزر الفوكلاند.

## الوصف النباتي
النبات عشبي قائم ينمو في حُزم.